# Gustav Brunner
Gustav Brunner (* 12. September 1950 in Graz) ist ein ehemaliger österreichischer Rennwagenkonstrukteur, der lange Jahre in der Formel 1 aktiv war.

## Karriere

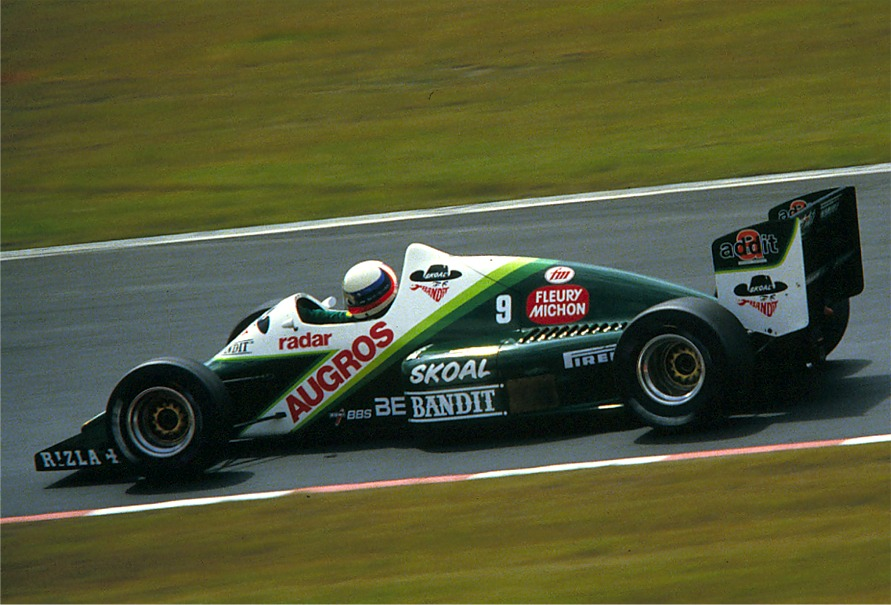
Von Gustav Brunner entworfen: Der RAM03 des Teams RAM Racing (1985)

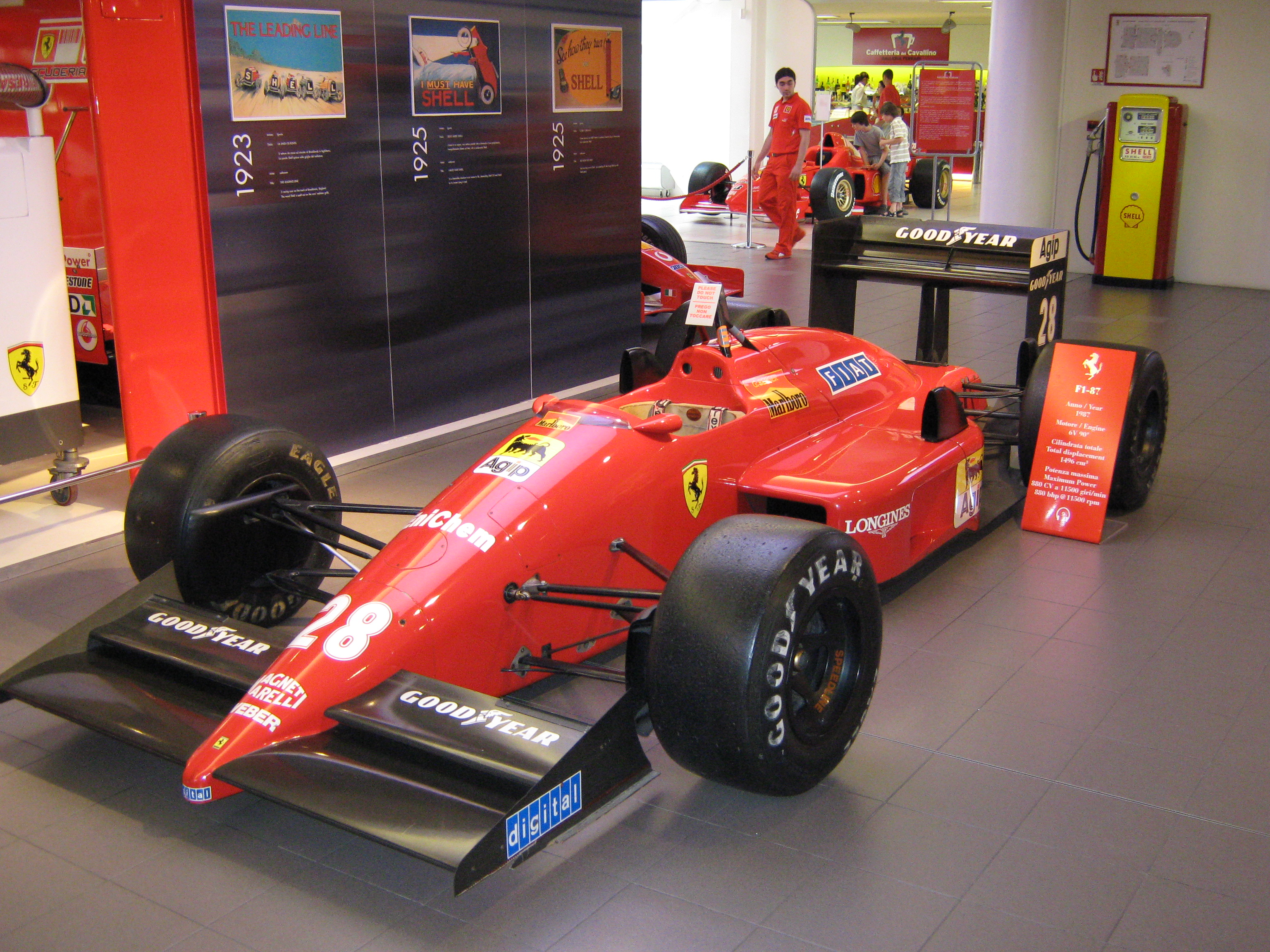
Ferrari F1/87 (1987)

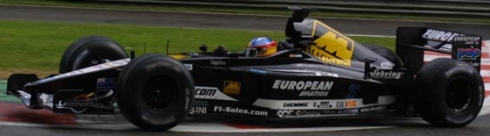
Minardi PS01 (2001)

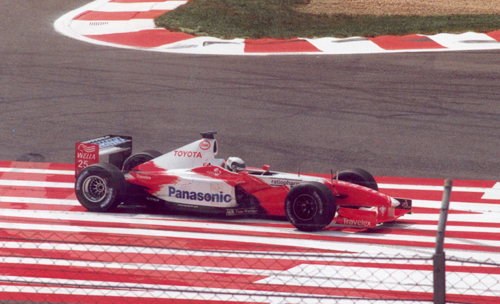
Toyota TF102 (2002)

### Anfänge
Brunner war schon 1970 im Motorsport tätig. Er arbeitete als Konstrukteur bei McNamara Racing in Lenggries. Chefkonstrukteur war Jo Karasek aus Wien. McNamara war ein ehemaliger amerikanischer GI, der in Bad Tölz stationiert war und in Lenggries seinen Rennstall aufbaute. Seine Gattin Bonnie war die begüterte Tochter einer US-amerikanischen Zeitungsverlegerin, die wohl das Geld beisteuerte. Gebaut wurden seinerzeit Formelwagen für die Formel V und die Formel Ford sowie Ford-Capri-Tourenwagen und Indy-500-Rennwagen für Mario Andretti. Kunden von McNamara waren unter anderem Niki Lauda, Helmut Marko und Helmut Koinigg.

### Formel 1
Ab 1978 war Brunner in der Formel 1 tätig. Bekannt wurde er durch seine Arbeit bei ATS, wo er Nigel Stroud bei der Entwicklung des ATS HS1 unterstützte. Nach dessen Ausscheiden aus dem Team übernahm Gustav Brunner den Posten des technischen Direktors. In dieser Zeit konstruierte er mit Tim Wardrop den ATS D3 und den ATS D4. Die Fahrzeuge erfüllten jedoch nicht die in sie gesetzten Erwartungen. Dennoch erwarb er sich den Ruf, mit geringen finanziellen Mitteln gute Chassis zu bauen. So sagte Peter Sauber später: „Wenn es darum ginge, im Urwald aus den vorhandenen Mitteln einen Formel-1-Wagen zu bauen, würde ich Brunner holen.“
Nach einer einjährigen Pause ging Brunner zurück zu ATS, wo er erstmals mit der modernen Verbundfasertechnik die Chassis für den D6 und D7 herstellte. Auf Grund mangelnder Zuverlässigkeit des BMW-Turbomotors und der wenig zufrieden stellenden Ergebnisse verließ Brunner das ATS-Team erneut.
In den frühen 1980er Jahren entwarf Brunner einige Rennwagen für das Formel-2-Team Maurer Motorsport, die mit den Fahrern Stefan Bellof und Beppe Gabbiani einige Erfolge erzielen konnten.
Nachdem Maurer den Rennbetrieb eingestellt und er zwischenzeitlich als Entwicklungsingenieur für Riccardo Patrese an dessen Alfa Romeo gearbeitet hatte, wechselte Brunner in das britische RAM-Racing-Team. Dort entwickelte er den RAM 03, der trotz eines guten Chassis sein volles Potential wegen finanzieller Engpässe nicht ausschöpfen konnte.
Das Team wurde zum Ende der Saison 1985 aufgelöst und Gustav Brunner erhielt ein Angebot von der Scuderia Ferrari, ein Chassis für die 500 Meilen von Indianapolis zu entwickeln. Da dieses Projekt aber nicht ausgeführt wurde, verlegte Brunner seine Arbeit auf die Konstruktion des Ferrari F1/87 für die Saison 1987. Ferrari verpflichtete dann den Star-Konstrukteur John Barnard.
So kehrte Brunner im Herbst 1987 zu Günther Schmid zurück, der das RIAL-Team gegründet hatte. Andrea de Cesaris konnte mit dem Rial ARC1 beim Großen Preis der USA 1988 in Detroit einen guten vierten Platz einfahren. Doch auch die guten Ergebnisse verhinderten nicht einen erneuten Streit mit Teamchef Günther Schmidt.
Gustav Brunner verließ erneut das Team und ging zu Zakspeed und wurde dort Rennleiter. Hier entwickelte er den Zakspeed 891, der einen neuen und unerprobten Achtzylindermotor von Yamaha verwendete. Nachdem sich das Team in der gesamten Saison 1989 nur zweimal hatte qualifizieren können, stellte Zakspeed am Ende des Jahres den Rennbetrieb ein. Für die Saison 1990 wechselte Brunner zu Leyton House, dessen Mitbesitzer er Ende 1991 wurde. Hier feierte er seinen größten Erfolg mit dem zweiten Platz beim Großen Preis von Frankreich 1990 durch Ivan Capelli.
Nachdem das March-Team, das 1992 aus Leyton House hervorgegangen war, den Betrieb eingestellt hatte, wechselte Brunner zum italienischen Rennstall Minardi, für den er 1993 den Minardi M193 entwarf, einen sehr kompakten, effektiven Rennwagen, der als einziges Fahrzeug der Saison 1993 ohne aktive Radaufhängung antrat.
Nach nur einem Jahr bei Minardi wurde Brunner Leiter für Research & Development bei Ferrari, kehrte aber 1998 zu Minardi zurück, wo er bei dem unterfinanzierten Team bekannt für unkonventionelle Detaillösungen und das schnörkellose Design wurde.
Von 2002 bis 2005 arbeitete er als Technischer Direktor bei Toyota. Im Zuge eines internen Machtkampfes entließ ihn Toyota aufgrund des ausbleibenden Erfolgs. Daraufhin klagte Brunner 2006 vor dem Kölner Arbeitsgericht wegen ausstehender Lohnzahlungen. Vor dem Hintergrund des Vorwurfs, Toyota Racing habe Ferrari-Simulationssoftware benutzt, vermieden dabei beide Streitparteien die Offenlegung technischer Details.

## Teams
- 1978 – ATS
- 1980 – Arrows
- 1983 – ATS
- 1985 – RAM Racing
- 1986–1987 – Ferrari
- 1988 – Rial
- 1989 – Zakspeed
- 1990–1992 – Leyton House
- 1993 – Minardi
- 1994–1997 – Ferrari
- 1998–2000 – Minardi
- 2001–2005 – Toyota Racing